# Der Bote aus Cassel

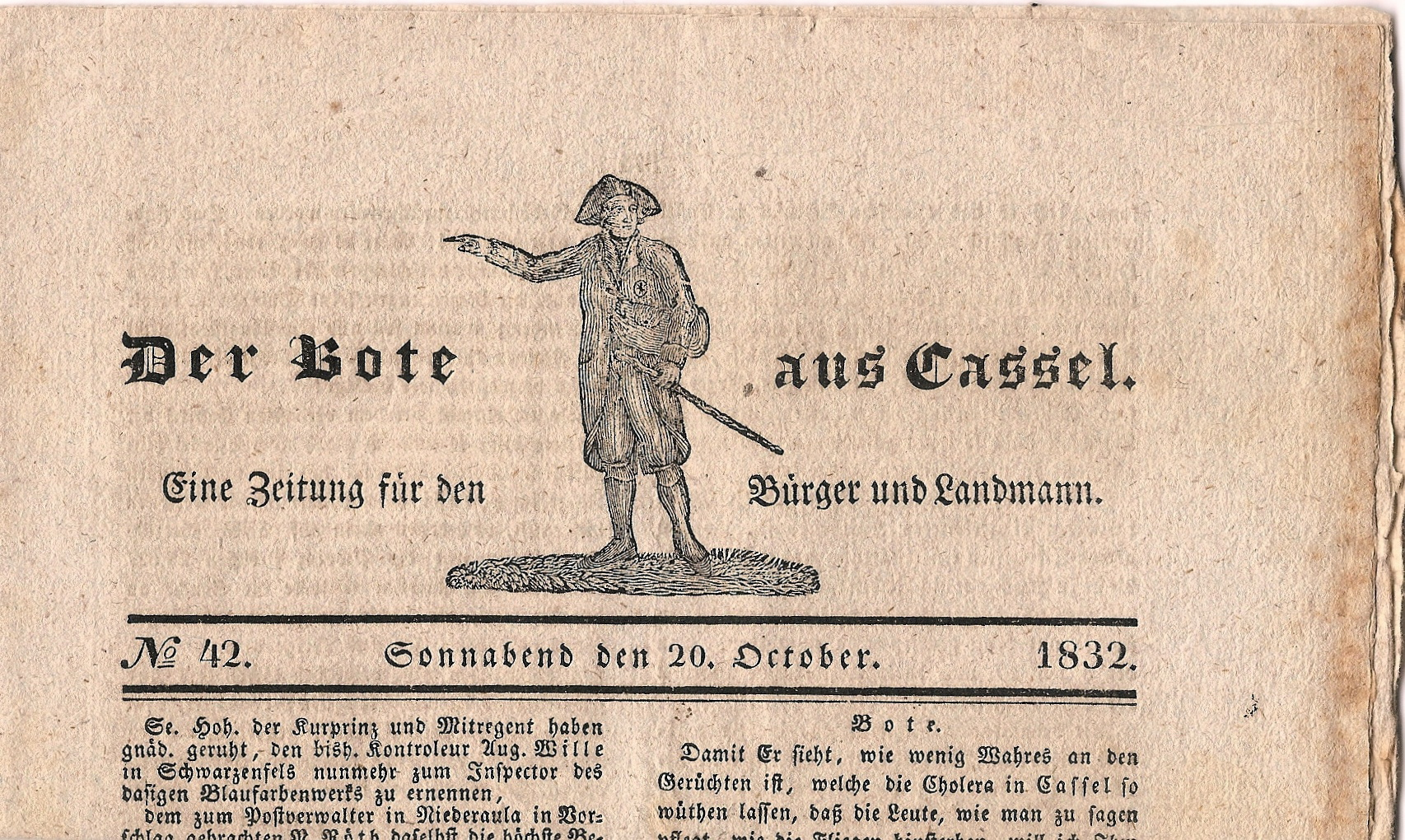
Titelblatt des Boten aus Cassel vom 20. Oktober 1832

Der Bote aus Cassel war eine seit 1814 in Kassel wöchentlich erscheinende Volkszeitung. Das Blatt richtete sich an die kurhessische Landbevölkerung. Die Gründung durch den Kasseler Hofrat, Dramatiker und Verleger Anton Niemeyer fand unmittelbar nach dem Ende des Königreich Westphalens und der Wiedererrichtung des Kurfürstentums Hessen statt. Die Zeitung wurde bei der Aubel'schen Buchdruckerei in Kassel gedruckt. Der Preis für ein Jahresabonnement betrug im ersten Jahr 52 Groschen. Der Bote aus Cassel erschien noch mindestens bis in die 1850er Jahre.